# 붕소-10
붕소-10(10B)은 붕소 동위 원소의 일종으로, 붕소의 안정 동위 원소 2개 중 하나이다. 원자핵 속에 양성자와 중성자가 각각 5개씩 포함되어 있으며, 베릴륨-10이나 탄소-10의 베타 붕괴 과정에서 생성된다. 자연에서 발견되는 전체 붕소의 약 20%가 붕소-10이며, 나머지 80% 정도는 붕소-11(11B)이 차지한다.

## 이용
붕소-10은 붕소-11에 비해 열중성자를 약 100만 배 이상 흡수할 수 있어 원자력 산업에서 핵분열 감속재 등으로 많이 사용된다. 또, 농축된 붕소-10은 방사선을 차단하는데 사용되며 2011년 후쿠시마 제1 원자력 발전소 사고 때는 대한민국 정부가 일본 측에 붕소를 지원해주기도 하였다.
뇌종양, 두경부암, 피부암 등의 종양을 파괴하는 붕소 중성자 포획 요법(BNCT, Boron Neutron Capture Therapy)에 사용되기도 한다.

## 같이 보기
- 붕소-11
- 붕소 동위 원소
- 베타 붕괴

| 가벼운 핵종 붕소-9 | 붕소의 동위 원소 | 무거운 핵종 붕소-11 |

| 어미핵종: 베릴륨-10(β-) 탄소-10(β+) | 붕소-10의 붕괴 사슬 | 없음 |